# 験潮場
験潮場（けんちょうじょう）とは、潮位を測る場所である。建物の中に、海面の昇降を連続的に記録する験潮儀等を格納している。測量標（永久標識）である。
設置機関により呼称・名称が以下のように異なっている。
- 験潮場：国土地理院が設置しているもの
- 験潮所：海上保安庁が設置しているもの
- 検潮所：気象庁が設置しているもの

## 概要
形状は測量法施行規則（昭和24年建設省令第16号）において定められている。典型的な験潮場の基本構造は、井戸及び導水管、観測室（験潮儀室）、コンピュータ室で構成されている。
日本での組織的な験潮の実施は、1891年（明治24年）、参謀本部陸地測量部が全国6ヶ所（鮎川：宮城県牡鹿郡鮎川町、串本：和歌山県西牟婁郡串本町、深堀：長崎県西彼杵郡深堀村、外浦：島根県那賀郡濱田町、岩崎：青森県西津軽郡岩崎村、花咲：北海道根室郡根室町）に験潮場を設置し、本格的に観測を開始したのが最初とされている。
験潮場で観測されたデータは潮汐のモニタリングや津波の監視に活用されている。一部の先進国では19世紀なかばに既に験潮場が整備されており、1854年（安政元年）には安政東海地震および南海地震で発生した津波がアメリカ合衆国のカリフォルニア州で観測されたという記録がある。